# Hermann Mirbt
Hermann Mirbt (* 15. Juli 1891 in Marburg; † 13. Oktober 1968 in Berlin) war ein deutscher Jurist.

## Leben
Mirbt war der Sohn des Kirchenhistorikers Carl Mirbt und der ältere Bruder von Rudolf Mirbt und Carl Alexander Mirbt (1902–1975). 1921 habilitierte er sich an der Georg-August-Universität Göttingen und wurde dort außerordentlicher Professor für Öffentliches Recht. Im November 1933 unterzeichnete er das Bekenntnis der Professoren an den deutschen Universitäten und Hochschulen zu Adolf Hitler. Er schloss sich der SA an. 1947 wechselte er an die Universität Halle, floh 1950 nach West-Berlin und arbeitete ab 1952 bis 1958 als Senatsdirektor beim Berliner Senator für Arbeit und Sozialwesen. Ab 1953 hatte er einen Lehrauftrag an der TU Berlin. Sein Schwerpunkt war das deutsche Steuerrecht.
Seine letzte Ruhestätte fand Mirbt auf dem Waldfriedhof Zehlendorf.
Während seines Studiums wurde er Mitglied des „Studenten-Gesangvereins der Georgia Augusta“ (heute StMV Blaue Sänger) und der AMV Fridericiana Marburg. Zudem war er Mitglied der Berliner Freimaurerloge Urania zur Unsterblichkeit.

## Schriften
- Grundriß des deutschen und preußischen Steuerrechts, Leipzig 1926.
- Ständerecht. Reichs- und landesrechtliche Vorschriften zum ständischen Aufbau (mit Karl Küster), Mannheim 1935.